# Anguliphantes ryvkini
Anguliphantes ryvkini är en spindelart som beskrevs av Andrei V. Tanasevitch 2006. Anguliphantes ryvkini ingår i släktet Anguliphantes och familjen täckvävarspindlar. Inga underarter finns listade i Catalogue of Life.